# (5786) Talos
(5786) Talos (1991 RC) – planetoida z grupy Apollo okrążająca Słońce w ciągu 1,13 lat w średniej odległości 1,08 j.a. Odkryta 3 września 1991 roku.